# Cueva de Santimamiñe
La cueva de Santimamiñe está situada en la localidad vizcaína de Cortézubi, en el País Vasco (España). En ella se han hallado restos y pinturas rupestres datados en el Paleolítico Superior, en el período Magdaleniense (entre 14 000 y 9000 años a. C.). Está considerada como un icono de la cultura vizcaína y su principal yacimiento prehistórico. Está incluida en la lista del Patrimonio de la Humanidad de la Unesco desde julio de 2008, dentro del conjunto «Cueva de Altamira y arte rupestre paleolítico de la cornisa cantábrica».

## Situación y toponimia
La cueva se sitúa en el barrio de Basondo, de Cortézubi, población cercana a la localidad de Guernica y Luno, al pie del monte Ereñozar (448 m s. n. m.), a 150 metros sobre el nivel del mar, cerca de la ermita de San Mamés (Santi Mamiñe en euskera), de la que toma el nombre), en la cuenca del parque natural de Urdaibai. En un primer momento, la cueva es referida como "cueva de Basondo", y así aparece descrita en las actas de su descubrimiento y de sus primeras exploraciones. Existen algunas referencias como "cueva de Cortézubi".
La cueva se sitúa enfrente del bosque de Oma, también llamado bosque encantado de Oma, por albergar la obra artística realizada por el pintor y escultor vasco Agustín Ibarrola.

## Descubrimiento
A comienzo del siglo XX, en sus dos primeras décadas, los hallazgos de cuevas con arte parietal paleolítico se incrementaron. Entre ellos se encuentra el de Santimamiñe. En 1916 unos chavales fueron en busca de aventura y se adentraron en la cueva trepando (por donde ahora se encuentra una línea negra indicando el camino por el que fueron). Arrancaron unas estalactitas gigantes y descubrieron un pasadizo secreto en el que se adentraron y encontraron las pinturas. No les dieron ninguna importancia, pero poco tiempo después, el 7 de agosto de 1916, el compositor Jesús Guridi se hospedó en un balneario de Cortézubi. El hijo del dueño, José F. Bengoechea, le contó que en una excursión en enero de ese año y junto a unos amigos, habían visto dibujos "chiminos" en una cueva de la zona. Interesado por el relato, el compositor vasco organizó una excursión con Bengoechea y el resto de niños. El 11 de agosto de 1916, el compositor se adentraba con ellos en la cueva, comprobando que se trataba de pinturas rupestres. Guridi comunicó el hallazgo en Bilbao a Manuel Losada, vocal de la Comisión de monumentos de Vizcaya, quien tras acompañar a Guridi a la cueva dio conocimiento oficial a dicha comisión, en una reunión que figura en un acta del 15 de mayo de 1917 de dicha comisión, a la que el compositor fue invitado para exponer los detalles de lo que había descubierto. En esta junta, se otorgó veracidad al hallazgo, acordando invitar al presidente de la diputación a la siguiente reunión para la comunicación oficial.
Después del descubrimiento, las cuevas fueron examinadas por el Abbé Breuil, invitado por la comisión de Monumentos de Vizcaya, el 16 de septiembre de 1917, quien hizo la primera certificación oficial de la antigüedad de las pinturas. Más tarde se realizaron varios estudios y excavaciones. El estudio principal se llevó a cabo entre 1917 y 1918, y en él participaron Telesforo de Aranzadi, José Miguel de Barandiarán y Enrique Eguren. En este estudio se excavó el yacimiento de la entrada de la cueva, en el que se han realizado otros estudios y publicaciones como el de J. M. Apellániz en 1960 y el de Xabier Gorrotxategi para su tesis doctoral.
En las dos últimas décadas del siglo XX se efectuaron estudios para determinar el daño que se había producido en el conjunto de las pinturas. Estos estudios determinaron la necesidad de limitar el acceso para evitar la modificación de las condiciones medioambientales del microclima existentes en la cavidad. 
Las medidas que se adoptaron entonces, en 1997, fueron la de limitar el aforo diario a 75 visitantes y cerrar la cámara principal de pinturas.
La cueva de Santimamiñe forma parte del conjunto de yacimientos prehistóricos del arco Atlántico. En Euskadi hay otros yacimientos importantes que completan un amplio panorama de hallazgos pictóricos rupestres que se suman a los de Asturias, Cantabria y Aquitania.
En noviembre de 2006, la cueva quedó incluida en la candidatura del Arte Rupestre Paleolítico de la Cornisa Cantábrica para su declaración por la Unesco como Patrimonio de la Humanidad, que aprobó el Consejo de Patrimonio Histórico para ser presentada en 2007. Esta candidatura incluye 14 yacimientos, como Tito Bustillo y Candamo en Asturias, cueva de Ekain en el País Vasco y el Conjunto de Montecastillo, Covalanas y La Garma en Cantabria.

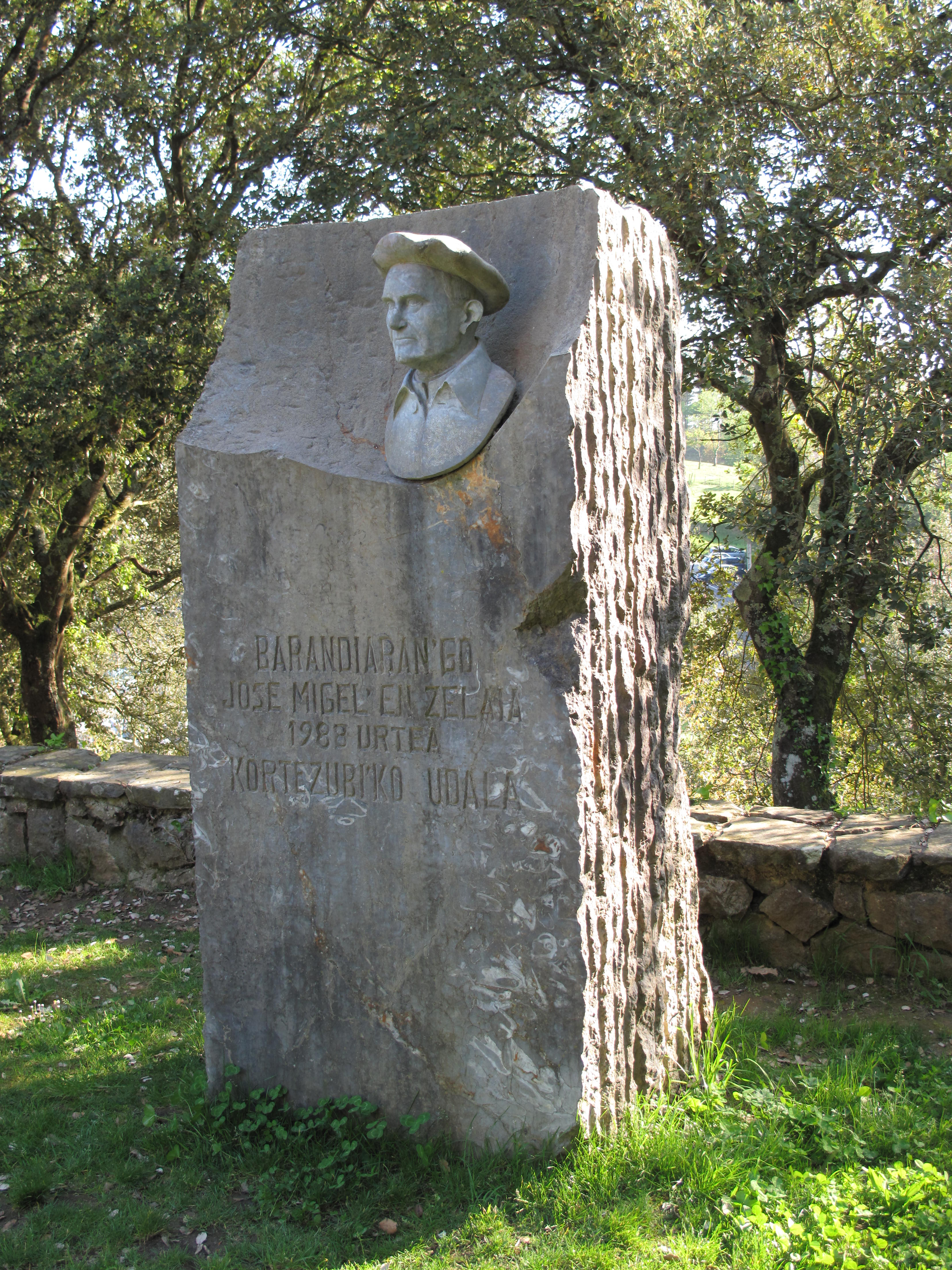
Monumento a José Miguel de Barandiarán, próximo a la cueva

Ese mismo año se cerraron al público totalmente las instalaciones y se emprendieron acciones para su conservación. Estas acciones de conservación contemplaban el desmantelamiento de las instalaciones de iluminación y la limitación de las visitas al vestíbulo de la cavidad, donde se han hecho las excavaciones arqueológicas, dejando el resto de la cavidad a oscuras y accesible solo para la investigación y el mantenimiento.
A partir de 2006 se pretende aplicar un plan de excavaciones arqueológicas sistemático que complete el realizado entre 2004 y 2006, en el que se obtuvieron muy buenos resultados.

## La cueva
La composición de la cueva de Santimamiñe es de gran belleza. Tiene una longitud de 365 m, que se podían visitar antes del cierre al público en 2006, y hay abundantes formaciones cálcicas con numerosas estalactitas y estalagmitas que llegan a formar curiosas figuras. También se producen cortinas de carbonato cálcico de diversos colores que van tomando según los óxidos que lleven las aguas.
A unos 60 m de la entrada se abre, arriba a la izquierda, una estrecha galería que se ensancha en dos partes: la primera es la antesala de las pinturas y la otra es la cámara principal.

## El yacimiento

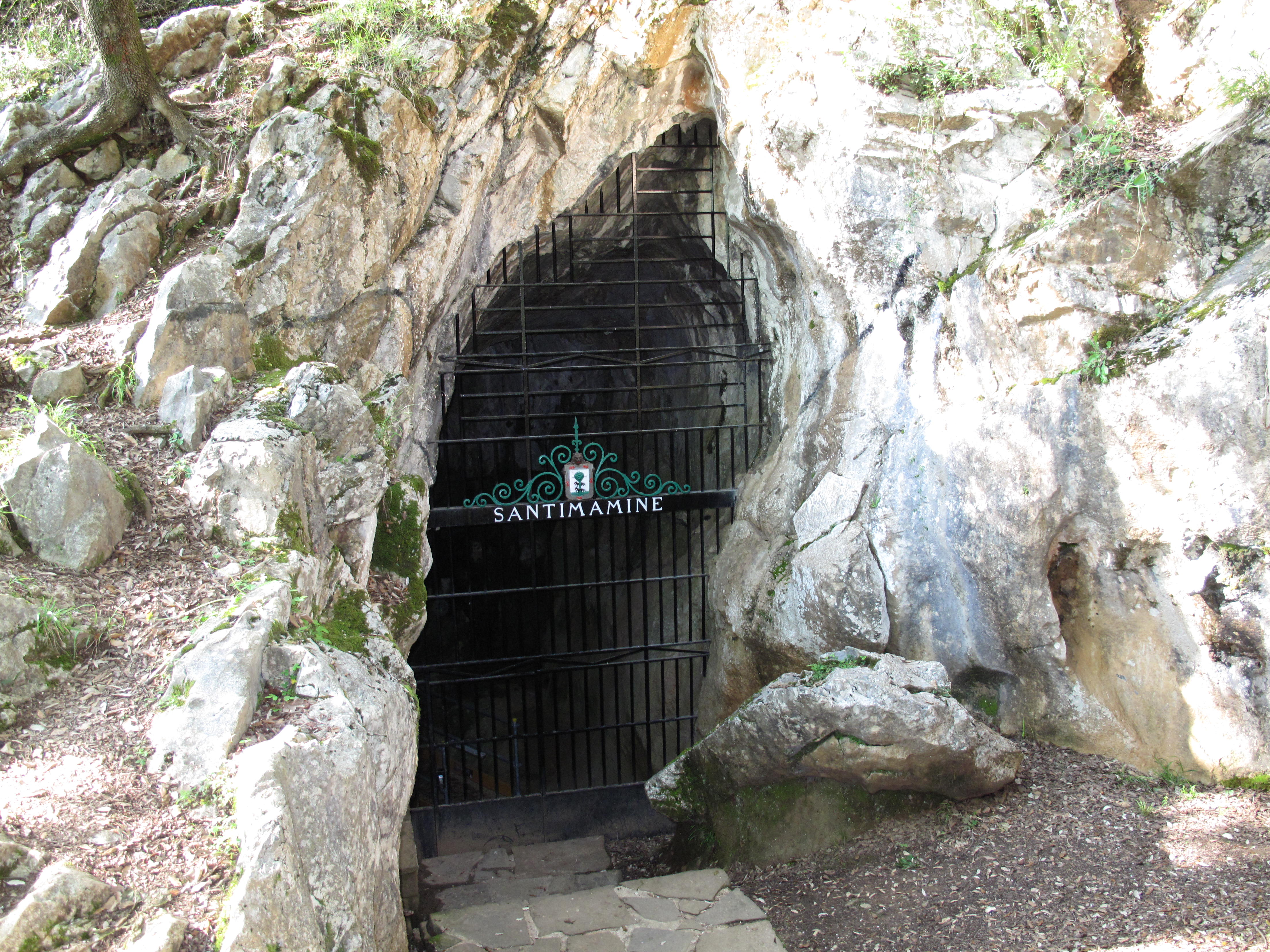
Entrada a la cueva

El yacimiento situado en la entrada de la cueva proporcionó hallazgos que van desde el Paleolítico Superior hasta la época romana. El nivel relevante es el Magdaleniense, del que forman parte las pinturas y grabados. Se ha hallado un conchero que da testimonio de la importancia de los crustáceos en la alimentación de los habitantes prehistóricos.
En la totalidad de la cueva se encuentran 47 pinturas; todas representan animales. Encontramos 32 bisontes, siete cápridos, seis caballos, un ciervo y un oso. Todas las figuras están representadas de manera monócroma, en negro. El material utilizado para su ejecución fue el carbón.
Las primeras figuras se hallan en la sala principal, cerca de la entrada, unos diez metros después del vestíbulo. Más adentro, en lo que se llama la zona profunda, a un centenar de metros, hay otro conjunto de figuras entre las que destacan un bisonte y un caballo.
En la antecámara hay un amplio conjunto de figuras muy deterioradas, donde destacan caballos y bisontes. Seguidamente, en la cámara principal, que tiene una forma cuadrangular con unas medidas de 4 m de longitud, 3 m de anchura y 3,5 m de altura, es donde se encuentra el conjunto más espectacular de todo el yacimiento. Junto a la entrada hay un grupo de bisontes grabados y pintados. En el panel principal, por encima y a la derecha de la estalagmita cónica donde están las figuras anteriores, se encuentran 8 bisontes, un caballo y una línea arqueada.

### El deterioro
A partir del estudio desarrollado a finales del siglo XX se constata la fragilidad del conjunto monumental y se toman las medidas de limitación de las visitas y del cierre de la cámara principal de pinturas. Se constata, así mismo, que las infraestructuras que se han implementado en la cueva para facilitar su visita por el público son altamente perjudiciales, en especial la iluminación, que estimula el crecimiento de colonias de microorganismos y vegetación, en especial en las zonas que están permanentemente iluminadas. La iluminación también tiene influencia en la temperatura de la cueva. Las estructuras metálicas producen oxidaciones y condensaciones que habría que evitar.
Otro de los factores que se advirtieron es el aumento de CO2 que producen los visitantes, a lo que se une el incremento de la suciedad, una parte procedente del exterior y otra parte del polvo que se levanta dentro.

## Santimamiñe, un paisaje milenario
El Departamento de Cultura de la Diputación Foral de Vizcaya ha puesto en marcha el Proyecto Cultural “Santimamiñe, un paisaje milenario”, en el cual se realiza un acceso virtual en 3D que tiene lugar en un espacio preparado al efecto en la ermita de San Mamés. 
Los visitantes, mediante unas gafas especiales, se adentran en un paseo por la cueva, durante el cual van recibiendo explicaciones en diferentes idiomas. La reconstrucción se realiza gracias a un trabajo previo de escaneado de la cueva y toma de fotografías digitales de alta definición, de donde se ha obtenido un modelo completo en tres dimensiones de todo el espacio.